# Amaranthus dubius
Amaranthus dubius es una especie de planta de la familia Amaranthaceae. Crece hasta 2,5 m de altura.  A. dubius Mart. es conocida comúnmente como pira dulce, bledo o bleo. Es suculenta de color morado rojizo, florescencia verde cremosa reunida en espigas compactas.

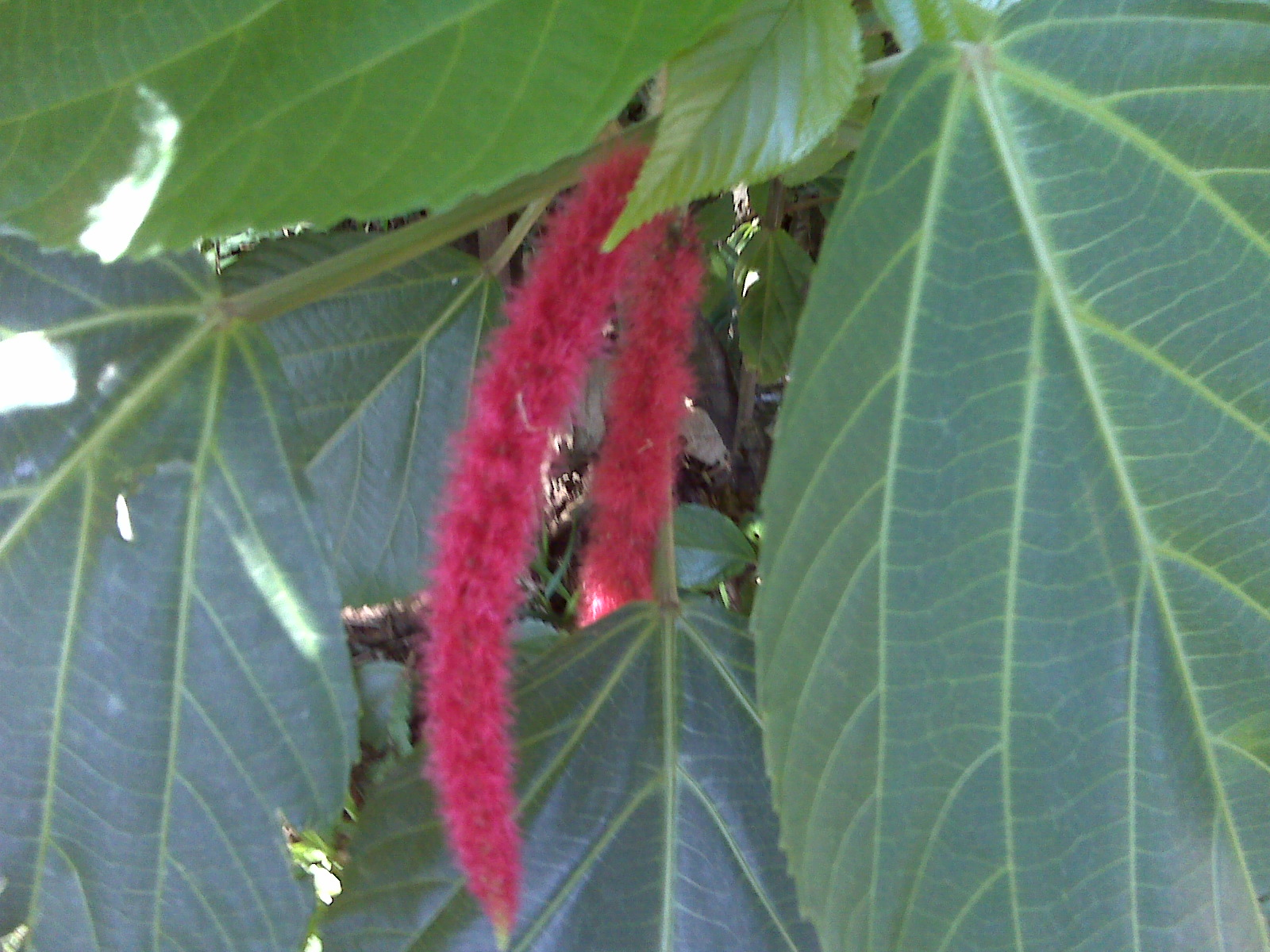
Inflorescencia

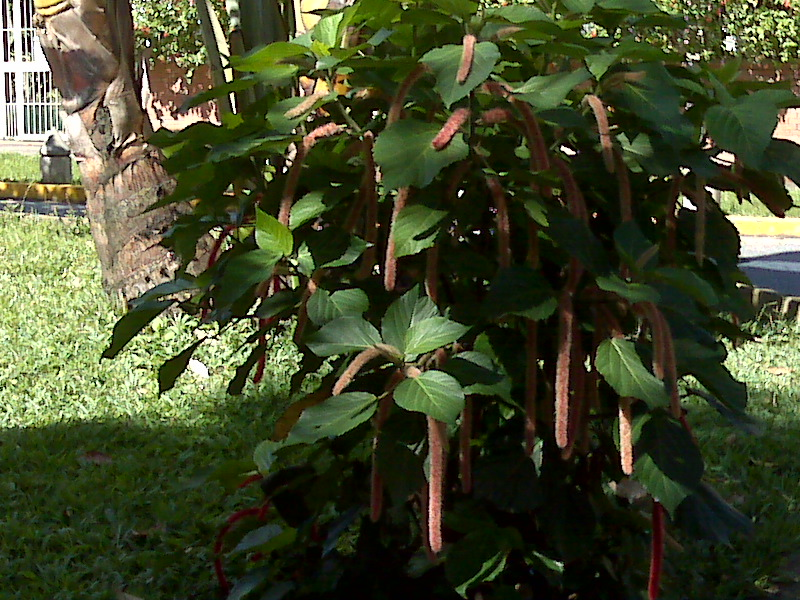
Vista de la planta

## Descripción
Planta anual que alcanza un tamaño de 0.05–0.6 m de alto, tallos postrados, ascendentes o erectos, las ramas surgiendo generalmente cerca de la base, glabros o hacia arriba a veces con dispersos tricomas cortos; monoicas. Hojas rómbico-ovadas o angostamente elípticas, 1–2.5 (–4) cm de largo y 0.7–1.4 (–2.5) cm de ancho, redondeadas o ligeramente emarginadas en el ápice, cuneadas o atenuadas en la base, glabras. Cimas más o menos completas, inflorescencia completamente laxa de cimas distantes con hojas caulinares subyacentes o con la parte superior terminal compacta y espiciforme, la flor central de cada cima estaminada, bráctea angostamente triangular u ovada de 0.9–2 mm de largo, nervio principal cortamente excurrente, bractéolas obviamente más cortas que las flores, las 2 inferiores ampliamente lanceoladas, 0.7–1.4 mm de largo, nervio principal verde y cortamente excurrente, las superiores similares; flores estaminadas con 5 tépalos iguales, angostamente lanceolados, 1.2–1.5 mm de largo, más anchos cerca de la mitad, mucronados, filamentos 0.7–1.5 mm de largo, anteras 0.4–0.7 mm de largo; flores pistiladas con 5 tépalos iguales, angostamente ligulados, 1.3–2 mm de largo, ligeramente más anchos arriba de la mitad, obtusos o mucronados en el ápice, endurecidos y cortamente connados en la base, con 1–2 nervios laterales en la mitad superior, nervio principal verde, escariosos, estilo 0.2–0.3 mm de largo, engrosado y con apariencia esponjosa, estigmas 3, 0.2–0.3 mm de largo. Utrículo gruesamente rugulado, circuncísil; semilla gruesamente lenticular,0.9–1 mm de diámetro, lisa y lustrosa, café obscura.

## Distribución, hábitat y control
Es una especie muy frecuente y está en sitios transitados o en alrededores abandonados de viviendas y sabana. Heliconia y se reproduce por semillas. Parece ser que bajo ciertas condiciones puede ser tóxica al ganado por la acumulación de nitratos. 
El control preemergente se logra mediante el uso de diferentes sustancias químicas empleadas en agronomía, como: ureas sustituidas, Triazina y pendimentalín.
El control postemergente se logra con Picloran, Dicamba, Paraquat y Glifosato.
Florece de verano a otoño en el trópico, y en los subtrópicos florece en varias estaciones. Se lo encuentra en lugares de basura e inhabitados. Se la introdujo a Florida, las Antillas, Sudamérica, y naturalizada localmente en Europa, Asia, y África.
A. dubius es un desvío morfológico alopoliploide. Está muy cerca genéticamente de Amaranthus spinosus y de otras Amaranthaceae. Se creyó que era un híbrido de A. spinosus con otra Amaranthus hybridus o Amaranthus quitensis.  

## Taxonomía
Amaranthus dubius fue descrito por Mart. ex Thell.  y publicado en La flore adventice de Montpellier 203. 1912.
Etimología
Amaranthus: nombre genérico que procede del griego amaranthos, que significa "flor que no se marchita".
dubius: epíteto latino que significa "dudoso, incierto".
Sinonimia
- Amaranthus dubius var. flexuosus Thell.
- Amaranthus dubius var. leptostachys Thell.
- Amaranthus dubius var. xanthostachys Thell.
- Amaranthus tristis Willd.
- Amaranthus tristis var. flexuosus Moq.
- Amaranthus tristis var. xanthostachys Moq.[5]